# Swimming With Dolphins
Swimming With Dolphins je americký hudební elektronický projekt založený Adamem Youngem (známým z jeho hlavního projektu Owl City) a Austinem Toftem na jaře v roce 2008 v Mineapollis, Minnesotě. Jedná se o synth popové písně.

## Historie
Podle Austina Tofteho jméno skupiny vzniklo podle "nějakých starých dokumentárních filmů Jacques Cousteau z 80. let". Adam Young nebyl nikdy frontmanem skupiny, ani hlavním zpěvákem, ale vytvářel synthy, programoval a byl producentem skupiny.
Pro oficiální znázornění Swimming With Dolphins Austin s Adamem oblékli speciální kostýmy. Austin byl jako potápěč ve starém skafandru a Adam použil leteckou masku, která pak také byla součástí jeho dalšího projektu Sky Sailing.
Inspirací pro projekt Swimming With Dolphins byli podle Austina umělci jako ATB, Prince, M83, Air a Van Morrison.
V roce 2008 vydala skupina své debutní EP Ambient Blue a navíc zveřejnila cover verzi "Fast Car" od interpretky Tracy Chapman jako svůj B-Sides singl k tomuto EP. Na Ambient Blue se nachází skladba "Silhouettes", ve které zpívá Breanne Düren známá jako členka Owl City při koncertech a také jako doprovodná zpěvačka na některých písních Owl City. Breanne byla Adamovi představena právě prostřednictvím Austina a jak Breanne, tak Austin zpívají na Adamově albu Maybe I'm Dreaming. Austin byl také u počátků koncertů Owl City v roce 2008.
Kvůli stále rostoucí popularitě projektu Owl City se Adam rozhodl Swimming With Dolphins ke konci roku 2008 opustit. Místo něj se ke skupině přidávají Sarah Beintker a Torrie James, které doprovázejí Austina při koncertech. Austin tedy už bez Adama 21. června 2010 podepisuje smlouvu s nahrávací společností Tooth & Nail Records a asi po roce pod jejich záštitou vydává první studiové album s názvem Water Colours. 5. srpna 2011 Austin na YouTube nahrává oficiální video k prvnímu singlu z tohoto alba - "Sleep To Dream". K této písni a ještě k další písni "Holiday" z nového alba přispěla Sarah svým zpěvem. Objevují se zde také umělci jako Sunsun a Mod Sun.
2.8.2010 je Adam v jednom rozhovoru dotazován na Swimming With Dolphins: "Tvůj kamarád Austin ze Swimming With Dolphins právě podepsal smlouvu s Tooth & Nail Records. Musí být úžasné vidět kamaráda, jak to dokázal. Můžeme očekávat, že budeš spolupracovat na jeho novém albu?" Adam odpovídá: "Je to neuvěřitelné a nemohl bych být za Austina šťastnější. Dal do projektu spoustu nápadů, času a energie, tak si to štěstí určitě zaslouží. Už se strašně těším, až si poslechnu to nové album. Naneštěstí jsou naše programy tak odlišné, často naprosto rozdílné, že je to dost těžké sejít se a pracovat společně na hudbě."
Od roku 2011 Austin vydal několik nezávislých singlů a připravoval si tak cestu pro budoucí album Catharsis. O tomto blížícím se díle mluvil v rozhovoru s Chrisem Herlihy v září roku 2013. V tomto měsíci také na svém SoundCloudovém účtu zveřejnil ukázku z nového alba ve formě instrumentálního singlu "Tromsø", ke kterému bylo na Vimeo představeno také video.
Pro to, aby mohlo být album vydáno, Austin vyhlásil sbírku - kampaň, kterou později pozměnil tak, že z každého příspěvku daroval jeden dolar organizaci Blue Freedom na podporu delfínů, neboť, jak sám uvedl, "jsou to stvoření, která velmi inspirovala název tohoto hudebního projektu."
Jenže vydání alba je zatím stále odkládáno. Nejdříve na rok 2014, kdy Austin řekl, že album je velmi blízko dokončení, a poté až na rok 2015. Austin 21. srpna 2014 uvedl, že brzy oznámí oficiální seznam skladeb Catharsis, což se stalo 29. srpna, kdy navíc předvedl obal singlu z alba jménem "Summer Skin". Tato skladba byla 23. září vydána na SoundCloudu Swimming With Dolphins.
18. prosince 2014 Austin oznamuje, že Catharsis bude brzy vydáno.

## Diskografie
Studiová alba
- Water Colours (2011)

EP
- Ambient Blue (2008)

Singly
- "Fast Car" (cover) (2008)
- "Sleep To Dream" (2011)
- "Tromsø" (2013)
- "Summer Skin" (2014)

Nevydané
- Catharsis